# Takashi Kasahara
Takashi Kasahara, född 26 mars 1918 i Japan var en japansk fotbollsspelare.